# جمهوری چین (۱۹۴۹–۱۹۱۲)
جمهوری چین (به چینی: 中華民國)، نام دولتی بود که در سال ۱۹۱۲ در سرزمین اصلی چین تأسیس شد و تا سال ۱۹۴۹ بر آن حکمرانی کرد. این دولت قدرت خود را در اثر جنگ داخلی چین در سال ۱۹۴۹ از دست داد. اعضای این دولت به تایوان تبعید شدند.